# 9184 Vasilij
A 9184 Vasilij (ideiglenes jelöléssel 1991 PJ3) a Naprendszer kisbolygóövében található aszteroida. Eric Walter Elst fedezte fel 1991. augusztus 2-án.